# Isosceles Peak
Der Isosceles Peak ist ein 2488 m hoher Berg mit einer Schartenhöhe von 442 m in der kanadischen Provinz British Columbia.

## Geographie
Der Isosceles Peak liegt im Garibaldi Provincial Park und ist Teil der Garibaldi Ranges in den Coast Mountains. Er liegt 67 km nördlich von Vancouver und 3,53 km südöstlich des Mount Carr, seines nächsthöheren Nachbarn. Die Abflüsse der Niederschläge und das Schmelzwasser von der Südseite des Berges fließen in die Quellen des Pitt River, die von der Nordseite in den Cheakamus Lake über den Isosceles Creek. Das Relief ist so gestaltet, dass der Gipfel 1700 m über den Pitt River in 4 km Entfernung aufragt.
| Mount Carr  | Parapet Peak | Isosceles Creek   |
| The Sphinx  |              | Isosceles Glacier |
| Mount Luxor | Pitt River   | Hour Peak         |

## Geschichte
Die Erstbesteigung des Isosceles Peak wurde im August 1922 durch Don Munday, seine Frau Phyllis Munday, Neal Carter, Harold O'Connor und Clausen Thompson ausgeführt.:95, 226
Der Name des Berges wurde aufgrund seiner Ähnlichkeit mit einem gleichschenkligen Dreieck gewählt. Das Toponym des Berges wurde am 2. September 1930 vom Geographical Names Board of Canada offiziell anerkannt.

## Klima
In Bezug auf die Klimaklassifikation nach Köppen und Geiger herrscht am Isosceles Peak ein Westseiten-Seeklima. Die meisten Wetterfronten stammen vom Pazifik und bewegen sich ostwärts auf die Coast Mountains zu, wo sie durch die Berge zum  Aufsteigen (Windstau) gezwungen werden, was wiederum dazu führt, dass die enthaltene Feuchtigkeit in Form von Regen oder Schnee abgegeben wird. Im Ergebnis führt das zu hohen Niederschlägen in den Coast Mountains, insbesondere zu starken Schneefällen im Winter. Die Temperaturen können unter −20 °C fallen, unter Berücksichtigung von Windchill-Einfluss unter −30 °C. Dieses Klima nährt den Isosceles Glacier am Nordosthang des Berges sowie namenlose Gletscher, die seinen Gipfel umgeben.